# Hesthesis angulatus
Hesthesis angulatus är en skalbaggsart som beskrevs av Francis Polkinghorne Pascoe 1863. Hesthesis angulatus ingår i släktet Hesthesis och familjen långhorningar. Inga underarter finns listade i Catalogue of Life.